# 拉基玛瓦边疆区

联邦直辖部落地区

拉基玛瓦边疆区（Frontier Region Lakki Marwat），是巴基斯坦联邦直辖部落地区的一个边疆区。该边疆区以相邻的拉基玛瓦县命名。东邻本努县、拉基玛瓦县。该边疆区由拉基玛瓦县得县协调官员管理。